# Case Keenum
Casey Austin "Case" Keenum (nascido em 17 de fevereiro de 1988) é um quarterback de futebol americano do Chicago Bears da National Football League (NFL). Ele jogou futebol americano universitário em Houston, onde se tornou o líder de todos os tempos da NCAA em passes, touchdowns e completações. Na temporada de futebol universitário de 2008, Keenum ficou em primeiro lugar no ranking nacional ofensivo e em segundo no total de jardas de passes. Durante a temporada de 2011, Keenum se tornou o líder ofensivo de todos os tempos da Football Bowl Subdivision's, assim como o líder em passes para touchdown de todos os tempos da FBS. Como resultado de suas contribuições em campo para o sucesso de Houston, Keenum foi nomeado para várias listas All-American. Ele é o único quarterback na história do futebol da Divisão I da FBS que passou pra mais de 5.000 jardas em cada uma das três temporadas.
Depois de ter sido contratado pelo Houston Texans como agente livre, em 2012, Keenum fez 1.760 jardas e 9 touchdowns nos oito jogos que disputou, antes de ser dispensado antes da temporada de 2014. Keenum foi então contratado pelo time de treinos do St. Louis Rams. Ele voltou a assinar com os texanos no final de 2014. Em 2015, os Rams trocaram uma escolha de draft com o Texans por Keenum, onde ele jogou até assinar como um agente livre com o Minnesota Vikings em 2017. Após o quarterback Sam Bradford se machucar, Keenum entrou e teve o seu melhor ano na carreira, estabelecendo altos números em jardas de passes, passes completos e touchdowns. Ele levou os Vikings a uma temporada regular de 13 vitórias, seguido por uma vitória no último segundo sobre o New Orleans Saints na rodada divisional dos playoffs; os Vikings perderam na próxima rodada para o eventual campeão do Super Bowl, o Philadelphia Eagles. Keenum mais uma vez se tornou um agente livre e assinou um contrato de dois anos com os Denver Broncos em março de 2018. Em 2019 foi trocado para o Redskins e depois jogou nos Browns e nos Bills.

## Carreira na Escola
Keenum jogou futebol americano na Wylie High School em Abilene, Texas. Durante sua carreira no ensino médio, ele passou para 6.783 jardas e 48 touchdowns e correu para 41 touchdowns e 2.000 jardas. Em 42 jogos como quarterback titular, Keenum registrou um recorde de 31–11. Em 2004, Keenum liderou Wylie na vitória por 17 a 14 sobre a Cuero High School de Cuero, Texas, na final do Campeonato de Texas Classe 3A Division I. Este foi o único campeonato estadual de Wylie até o final da temporada de 2015. Keenum também jogou basquete e praticou atletismo durante sua carreira no ensino médio.
Além de ser recrutado pela Universidade de Houston, Keenum foi recrutado por Baylor, North Texas e UTEP, mas Houston foi a única universidade a oferecer uma bolsa de estudos.
| Nome | Cidade natal                                                              | Médio / superior | Altura | Peso  | 40‡  | Data de submissão |
| --- | ------------------------------------------------------------------------- | ---------------- | ------ | ----- | ---- | ----------------- |
| Caso Keenum QB | Abilene, Texas                                                            | Wylie HS         | 1.85 m | 83 kg | 4.68 | Janeiro 27, 2006  |
| Caso Keenum QB | Recrutamento de classificação por estrelas: Scout: Rivais: 247Sports: N/A |                  |        |       |      |                   |
| No geral o recrutamento de classificações: Scout: 69 (faculdade de recrutamento) Rivais: 91 (faculdade de recrutamento) |                                                                           |                  |        |       |      |                   |
| - ‡ Refere-se a 40 jardas Fontes: - "De 2006 Houston Futebol Compromisso De Lista". Rivals.com. Página Visitada Em 4 De Agosto De 2013. - "De 2006 Houston Futebol Da Faculdade De Recrutamento Compromete-Se". Scout.com. Página Visitada Em 4 De Agosto De 2013. - "Scout.com Equipe De Recrutamento Rankings". Scout.com. Página Visitada Em 4 De Agosto De 2013. - "De 2006 A Equipe Ranking". Rivals.com. Página Visitada Em 4 De Agosto De 2013. |                                                                           |                  |        |       |      |                   |

## Carreira na Faculdade

### Temporada de 2006
Durante a temporada de calouro de Keenum, Kevin Kolb manteve a sua posição de quarterback titular dos Cougars, levando os técnicos a treinar Keenum para a próxima temporada. Os Cougars de 2006 ganharam o campeonato da Conferência EUA e Kolb foi recrutado pelo Philadelphia Eagles da NFL.

### Temporada de 2007
No treinamento antes da temporada de 2007, os Cougars realizaram uma competição pela posição de quarterback deixada por Kevin Kolb, titular dos últimos quatro anos. A competição foi entre Keenum e Blake Joseph, e durou durante dois dias e a maior parte da temporada, com cada jogador exibindo um conjunto diferente de pontos fortes e fracos.
Keenum fez sua primeira aparição em 1 de setembro de 2007, quando os Cougars abriram a temporada contra Oregon Ducks. Ele jogou para 179 jardas e um touchdown e acrescentou 47 jardas em nove corridas. Contra o Tulane Green Wave, rival da C-USA no segundo jogo, Keenum fez 185 jardas e marcou um touchdown levando Houston a uma vitória por 34-10. No terceiro jogo do ano contra Colorado State Rams, Keenum entrou no lugar do titular Blake Joseph e contabilizou quatro touchdowns. Por esse desempenho, Keenum foi reconhecido como o Melhor Jogador da Semana da Divisão I da FBS pela CollegeSportsReport.com. Keenum jogou em todos os treze jogos da temporada, sendo titular em sete.
 No final da temporada, os treinadores de Houston selecionaram Keenum para ser o quarterback titular regular. A excelente presença de Keenum no pocket e o passe eficiente acabaram vencendo a disputa sobre Joseph e sua habilidade de corrida. No geral, ele terminou com 2.259 jardas de passes, 14 touchdowns e 10 interceptações.

### Temporada de 2008

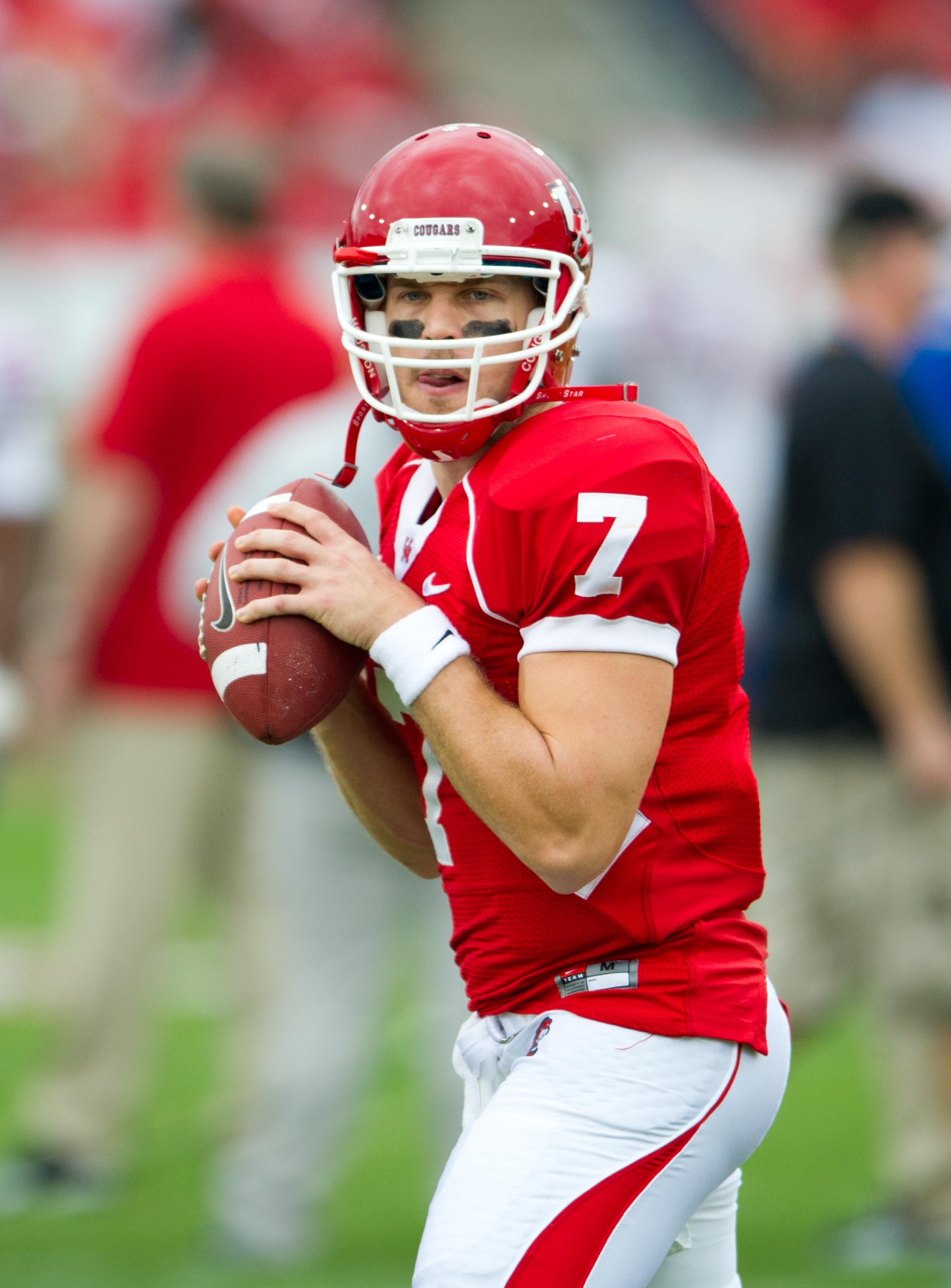
Keenum no Houston em 2011

Durante a temporada de 2008, Keenum se tornou o segundo jogador na história da escola a completar mais de 5.000 jardas em uma temporada. Ele também foi vice-campeão nacional em jardas passada, atrás do Graham Harrell, de Texas Tech. O Houston Cougars mostrou muitos sinais de melhora, vencendo seu primeiro jogo de bowl desde 1980, com uma vitória sobre a Air Force e derrotando dois adversários classificados nacionalmente.
Após a temporada, Keenum ganhou o prêmio de Melhor Jogador do Ano da Conferência EUA em 2008.

### Temporada de 2009
Keenum levou os Houston Cougars a um recorde de 10-4 em 2009. Keenum terminou a temporada de 2009 com 48 touchdowns totais e mais de 5.800 jardas totais. Suas performances ajudaram Houston a ficar em quinto no ranking.
Houston jogou contra East Carolina na final da Conference USA, mas perdeu o jogo no último minuto. Houston enfrentou a Air Force em uma revanche do ano anterior do Armed Forces Bowl e desta vez a Air Force emergiu vitoriosa. Em condições frias e ventosas, Keenum jogou seis interceptações no jogo e fez apenas um touchdown.
Ele terminou em oitavo lugar no Troféu Heisman na temporada de 2009.

### Temporada de 2010
Depois de arremessar para um total de 636 jardas de passe e três touchdowns em três jogos, Keenum lesionou o ligamento cruzado anterior durante o terceiro jogo dos Cougars da temporada contra UCLA. A lesão terminou a temporada de Keenum, e Houston terminou com um recorde de 5-7
Keenum terminou o curso de bacharel em administração de empresas pela Universidade de Houston Bauer College of Business em dezembro de 2010.

### Temporada de 2011
Em 14 de janeiro de 2011, a NCAA concedeu a Keenum um sexto ano de elegibilidade. Antes da temporada de 2011, ele foi nomeado o Jogador Ofensivo do Ano da Conference USA pelo terceiro ano consecutivo. Em 27 de outubro de 2011, Keenum estabeleceu o recorde de todos os tempos da Divisão I da NCAA passando para nove touchdowns contra Rice.
Keenum também se matriculou na Faculdade de Artes Liberais e Ciências Sociais da Universidade de Houston, para um mestrado em administração física com ênfase em administração esportiva. 
Em 19 de novembro de 2011, Keenum bateu o recorde de passes completos em uma vitória por 37-7 sobre SMU. Os Cougars tiveram um recorde de 12-0 se classificando para a final da Conferência EUA, mas foram derrotados por Southern Miss por 49-28. Keenum completou 41 passe para 373 jardas, dois passes de touchdown e duas interceptações. Após a derrota, Houston jogou contra Penn State no TicketCity Bowl, onde venceu por 30-14.
Keenum passou para 532 jardas e três passes de touchdown. Na temporada de 2011, ele terminou em 7º lugar no Troféu Heisman.

### Estatísticas da carreira na Faculdade
| Ano   | Equipe  | Passe | Passe | Passe  | Passe | Passe | Passe | Corrida | Corrida | Corrida |
| Ano   | Equipe  | Cmp   | Ten   | Jardas | TD    | Int   | Rtg   | Ten     | Jardas  | TD      |
| ----- | ------- | ----- | ----- | ------ | ----- | ----- | ----- | ------- | ------- | ------- |
| 2007  | Houston | 187   | 273   | 2 259  | 14    | 10    | 147,6 | 103     | 412     | 9       |
| 2008  | Houston | 397   | 589   | 5 020  | 44    | 11    | 159,9 | 76      | 221     | 7       |
| 2009  | Houston | 492   | 700   | 5 671  | 44    | 15    | 154,8 | 60      | 158     | 4       |
| 2010  | Houston | 42    | 64    | 636    | 5     | 5     | 159,3 | 4       | 71      | 0       |
| 2011  | Houston | 428   | 603   | 5 631  | 48    | 5     | 174,0 | 57      | 35      | 3       |
| Total | Total   | 1 546 | 2 229 | 19 217 | 155   | 46    | 160,6 | 300     | 897     | 23      |

### Prêmios na Faculdade
- 2× Sammy Baugh Troféu (2009, 2011)
- 2× Conferência EUA Jogador Mais Valioso (2009, 2011)
- Jogador Ofensivo do Ano da Conferência EUA (2008)
- Calouro do Ano da Conferência EUA (2007)

### Registros da NCAA
A partir do final da temporada de futebol universitário de 2017, Keenum detém os seguintes registros individuais da NCAA:
- Mais passes completado: 1,546
- Mais jardas de passe: 19,217
- Mais passes para touchdown: 155
- Mais jogos na carreira com mais de 300 jardas: 39
- Mais jogos com mais de 300 jardas em uma única temporada: 14 (empatado com Paul Smith)
- Mais temporadas com +5,000 jardas: 3
- Mais temporadas com +4.000 jardas: 3 (empatado com outros quatro)
- Mais jardas totais: 20,114
- Maior responsável por touchdowns: 178

## Carreira profissional
| Altura                                     | Peso  | Comprimento do braço | Tamanho de mão | Corrida de 40 jardas | Corrida de 10 jardas | Corrida de20- jardas | 20-ss  | 3-cone | Salto Vertical | Amplo  | BP            |
| ------------------------------------------ | ----- | -------------------- | -------------- | -------------------- | -------------------- | -------------------- | ------ | ------ | -------------- | ------ | ------------- |
| 1.84 m                                     | 94 kg | 0,78 m               | 0,23 m         | 4.82 s               | 1.63 s               | 2.72 s               | 4.28 s | 6.87 s | 0.83 m         | 2.62 m | 18 repetições |
| Todos os outros valores são da NFL Combine |       |                      |                |                      |                      |                      |        |        |                |        |               |

Apesar de seu sucesso na faculdade, Keenum não foi draftado. Ele assinou com o Houston Texans.

### Houston Texans

#### Temporada de 2012
Depois de ser contratado como um agente livre, Keenum foi colocado no time de treinamento dos Texans, onde passou toda a sua temporada de estreia.

#### Temporada de 2013
Em 2013, Keenum foi colocado na lista de 53 jogadores do Texas como o terceiro quarterback atrás de Matt Schaub e T. J. Yates. Em 17 de outubro, depois que o titular, Schaub, foi incapaz de jogar devido a uma lesão, o técnico Gary Kubiak anunciou que Keenum seria o quarterback titular no lugar de Yates na semana 7 contra Kansas City Chiefs em 20 de outubro.
Em sua estreia profissional em 20 de outubro, Keenum lançou seu primeiro passe para touchdown, foi um passe de 29 jardas para DeAndre Hopkins. No final, Keenum completou 15 passes para 271 jardas e um touchdown, junto com uma classificação de 110,6, a mais alta de um quarterback dos Texans na temporada. Houston perdeu o jogo por 17-16. Em 3 de novembro, Keenum fez três touchdowns contra o Indianapolis Colts, todos lançando para Andre Johnson no primeiro tempo. Keenum também teve 350 jardas de passes e 26 jardas correndo, apesar dos Texans terem perdido o jogo por 27-24.
Keenum teve um recorde de 0-8 como titular dos Texans em 2013.

### St. Louis Rams
Em 31 de agosto de 2014, Keenum foi dispensado pelos Texans para liberar espaço para o recém-adquirido quarterback Ryan Mallett. Ele foi chamado no dia seguinte pelo St. Louis Rams. Ele foi dispensado pelo St. Louis Rams em 28 de outubro de 2014, a fim de abrir espaço para o recém-adquirido safety Mark Barron. Ele voltou a assinar com a equipe de treinos em 30 de outubro.

### Houston Texans (Segunda Passagem)
Em 15 de dezembro de 2014, Keenum foi contratado pelo Houston Texans da equipe de treinos dos Rams. Ele entrou na lista de ativos depois do quarterback titular, Ryan Fitzpatrick, ter quebrado sua perna esquerda em um jogo contra o Indianapolis Colts em 14 de dezembro de 2014.
Em 21 de dezembro de 2014, ele ganhou seu primeiro jogo vencendo o Baltimore Ravens por 25-13. Em 28 de dezembro de 2014, ele venceu o segundo jogo consecutivo com o Texans contra o Jacksonville Jaguars por 23-17.

### St. Louis/Los Angeles Rams (Segunda Passagem)

#### Temporada de 2015
Em 11 de março de 2015, Keenum foi adquirido dos Texans por uma escolha de sétimo round em 2016. Foi anunciado pelo treinador Jeff Fisher que Keenum seria o reserva do recentemente adquirido Nick Foles. Em 16 de novembro, os Rams nomearam Keenum como o quarterback titular.
Perto do final do jogo dos Rams na semana 11 contra o Baltimore Ravens, Keenum sofreu uma concussão, mas não foi retirado do jogo para avaliação. Isso levou a uma investigação da NFL e da NFL Players Association.
Keenum recuperou-se da contusão e levou os Rams a vitórias consecutivas contra Detroit Lions, Tampa Bay Buccaneers e Seattle Seahawks. Ele registrou um recorde quase "perfeito" contra os Buccaneers, alcançando uma classificação de 158,0, passando para 14 passes para 234 jardas e dois touchdowns no último jogo em casa na história do St. Louis Rams.
Keenum terminou a temporada de 2015 (seis partidas disputadas, cinco como titular) com 828 jardas, quatro touchdowns e uma interceptação, com uma porcentagem de conclusão de 60,8%.

#### Temporada de 2016
Em 12 de janeiro de 2016, os Rams voltaram oficialmente para Los Angeles. Foi anunciado que Keenum seria o quarterback titular durante os treinamentos. Em 18 de abril de 2016, Keenum assinou um contrato de um ano com o Los Angeles Rams.
Em 6 de agosto de 2016, Keenum foi escolhido como titular no primeiro jogo de pré-temporada contra o Dallas Cowboys. Após a pré-temporada, Keenum começou a temporada regular como titular. Depois de uma derrota por 28-0 para o San Francisco 49ers na abertura, ele levou o time a 3 vitórias consecutivas sobre Seattle Seahawks, Tampa Bay Buccaneers e Arizona Cardinals.
Na semana 6 em Detroit, Keenum fez 27 passes com 321 jardas, três touchdowns, uma interceptação, um touchdown correndo e estabeleceu um recorde de equipe com 19 passes consecutivas. Os Rams perderam por 31-28. Na semana seguinte contra os Giants no Twickenham Stadium, Keenum foi interceptado quatro vezes quando os Giants venceram por 17 a 10. Após o jogo, Jeff Fisher, o treinador dos Rams, anunciou sua decisão de manter Keenum como titular. 
Em 15 de novembro de 2016, Keenum foi pro banco e Jared Goff, que os Rams selecionaram como a primeira escolha geral no Draft de 2016 da NFL, virou titular.

### Minnesota Vikings

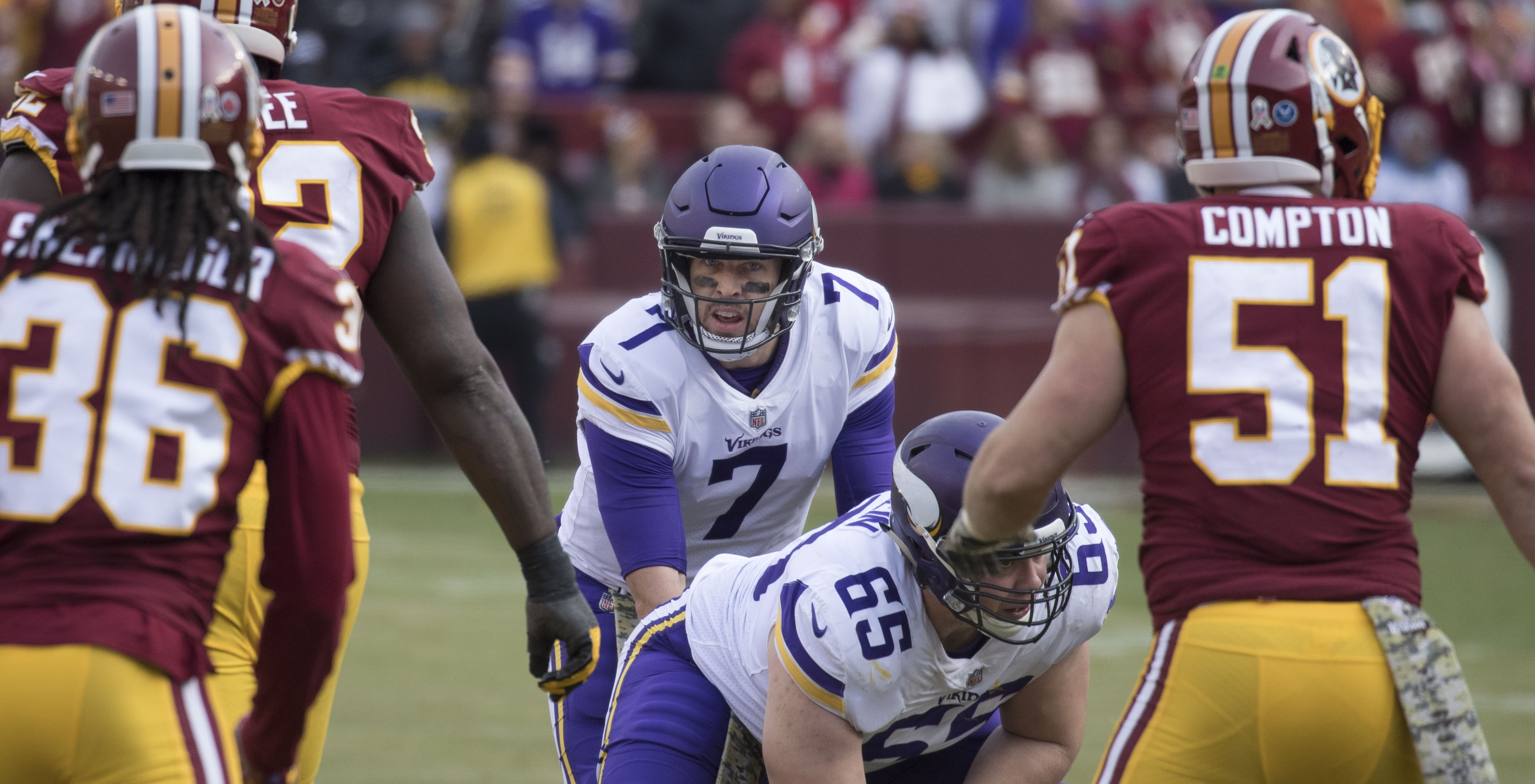
Keenum contra o Redskins em 2017

Em 31 de março de 2017, Keenum assinou um contrato de um ano com o Minnesota Vikings. Devido a uma lesão em Sam Bradford, Keenum começou o jogo da semana 2 contra o Pittsburgh Steelers, completando 20 dos 37 passes para 167 jardas em uma derrota por 26-9. Durante a semana 3 contra o Tampa Bay Buccaneers, Keenum lançou para 369 jardas e 3 touchdowns como os Vikings vencendo por um placar de 34-17.
Nas Semanas 4–7, Keenum teve uma média de 196 jardas com um total de dois touchdowns e duas interceptações, e um recorde de 3-1 no período. Na semana 8, ele teve dois touchdowns e 288 jardas na vitória contra os Cleveland Browns. Durante a semana 10 contra o Washington Redskins, Keenum jogou 304 jardas, 4 touchdowns e 2 interceptações quando os Vikings venceram seu quinto jogo consecutivo por 38–30. Na semana 11 contra seu ex-time, o Los Angeles Rams, Keenum jogou para 280 jardas e 1 touchdown, resultando em 6 vitórias seguidas. No Dia de Ação de Graças, durante a semana 12 contra o Lions, Keenum terminou com 282 jardas de passe e 2 touchdowns, com os Vikings vencendo por 30-23.
Ele foi nomeado o jogador ofensivo da NFC do mês de novembro, depois de passar para 866 jardas com 7 touchdowns e apenas 2 interceptações. Em 15 jogos (14 como titular) em 2017, Keenum terminou com 3.547 jardas de passes, 22 touchdowns, 7 interceptações e uma classificação de 98.3.
Os Vikings terminaram a temporada de 2017 com um recorde de 13-3, conquistando a Divisão Norte da NFC. No NFC Divisional Round contra o New Orleans Saints, Keenum terminou com 318 jardas de passe, um touchdown e uma interceptação. Com apenas 10 segundos faltando no quarto período, Keenum deu um passe para Stefon Diggs, que correu para 61 jardas para o touchdown vencedor do jogo, dando aos Vikings uma miraculosa vitória por 29-24. Na semana seguinte, os Vikings foram derrotados por 38 a 7 pelos vencedores do Super Bowl, o Philadelphia Eagles, liderados pelo amigo próximo de Keenum e ex-companheiro de Rams, Nick Foles.
Keenum tornou-se um agente livre em 14 de março de 2018.

### Denver Broncos
Em 14 de março de 2018, o Denver Broncos assinou com Keenum um contrato de US $ 36 milhões por dois anos. A assinatura reuniu-o com o treinador Vance Joseph, que foi o cordenador defensivo durante a primeira passagem de Keenum nos Texans, bem como o conselheiro sênior Gary Kubiak, que era o técnico principal dos Texans. Os Broncos terminaram a temporada de 2018 com seis vitórias e dez derrotas, com Keenum lançando para 3 890 jardas, 18 touchdowns e 15 interceptações.

### Washington Redskins
Em 7 de março de 2019, os Broncos concordaram em trocar Keenum, junto com uma escolha de sétima rodada do draft, para o Washington Redskins por uma escolha de sexta rodada. O acordo foi finalizado uma semana mais tarde.

### Estatísticas na NFL
| Ano   | Time  | JD | JT | Passando a bola | Passando a bola | Passando a bola | Passando a bola | Passando a bola | Passando a bola | Passando a bola | Passando a bola | Correndo com a bola | Correndo com a bola | Correndo com a bola | Correndo com a bola |
| Ano   | Time  | JD | JT | Cmp             | Ten             | Pct             | Jardas          | J/P             | TD              | Int             | Rtg             | Ten                 | Jardas              | Média               | TD                  |
| ----- | ----- | -- | -- | --------------- | --------------- | --------------- | --------------- | --------------- | --------------- | --------------- | --------------- | ------------------- | ------------------- | ------------------- | ------------------- |
| 2013  | HOU   | 8  | 8  | 137             | 253             | 54.,2%          | 1 760           | 7,0             | 9               | 6               | 78,2            | 14                  | 72                  | 5,1                 | 1                   |
| 2014  | HOU   | 2  | 2  | 45              | 77              | 58,4%           | 435             | 5,6             | 2               | 2               | 72,2            | 10                  | 35                  | 3,5                 | 0                   |
| 2015  | STL   | 6  | 5  | 76              | 125             | 60,8%           | 828             | 6,6             | 4               | 1               | 87,7            | 12                  | 5                   | 0,4                 | 0                   |
| 2016  | LAR   | 10 | 9  | 196             | 322             | 60,9%           | 2 201           | 6,8             | 9               | 11              | 76,4            | 20                  | 51                  | 2,6                 | 1                   |
| 2017  | MIN   | 15 | 14 | 325             | 481             | 67,6%           | 3 547           | 7,4             | 22              | 7               | 98,3            | 40                  | 160                 | 4,0                 | 1                   |
| 2018  | DEN   | 16 | 16 | 365             | 586             | 62,3%           | 3 890           | 6,6             | 18              | 15              | 81,2            | 26                  | 93                  | 3,6                 | 2                   |
| 2019  | WAS   | 10 | 8  | 160             | 247             | 64,8%           | 1 707           | 6,9             | 11              | 5               | 91,3            | 9                   | 12                  | 1,3                 | 1                   |
| 2020  | CLE   | 2  | 0  | 5               | 10              | 50%             | 46              | 4,6             | 0               | 0               | 62,9            | 0                   | 0                   | 0                   | 0                   |
| Total | Total | 69 | 62 | 1 309           | 2 101           | 62,3%           | 14 414          | 6,5             | 75              | 47              | 82,2            | 131                 | 428                 | 3,3                 | 6                   |

Fonte: Pro-football-reference.com

## Vida pessoal
Nascido em Brownwood, Texas, Keenum passou sua infância em Abilene, Texas, e é filho de Steve Keenum, que serviu como offensive lineman e, mais tarde, como treinador de futebol e diretor de atletismo da Universidade McMurry. O Keenum mais velho, conhecido por uma agressiva estratégia ofensiva, foi também treinador no Sul Ross State, coordenador ofensivo no Tarleton State, e treinador de linha ofensiva no Hardin-Simmons.
Keenum é um Cristão e depois da vitória nos playoffs de 2018 dos Vikings, ele disse que: "dar a vida a Jesus Cristo" foi o melhor momento de sua vida. Keenum conheceu sua esposa Kimberly Caddell em um evento do Fellowship of Christian Athletes enquanto os dois estavam no ensino médio. Eles se casaram em junho de 2011.